# 1340 w polityce
Wydarzenia polityczne w 1340 roku.

## Wydarzenia
- Bitwa pod Sluys[1].
- bitwa nad Salado[2].
- Kazimierz III Wielki wyprawił się na Ruś Halicką i zajął Lwów[3].
- najazd Litwinów na Mazowsze[4].

## Zmarli
- Gerard III Wielki, hrabia Holsztynu-Rendsburg[5][6][7].
- 20 grudnia Jan I Dziecię, książę Dolnej Bawarii[8].